# Despoina Vogasari
Despoina Vogasari (griechisch Δέσποινα Βογάσαρη, * 9. Juli 1995 in Athen) ist eine ehemalige griechische Tennisspielerin.

## Karriere
Vogasari spielte hauptsächlich Turniere auf dem ITF Women’s Circuit, auf denen sie drei Einzel- und einen Doppeltitel gewann. Für die griechische Fed-Cup-Mannschaft spielte sie 2013 vier Doppelpartien, die sie allesamt verloren hat.
Im Juli 2014 hat Vogasari ihr letztes Match auf der Damentour bestritten, seit 2015 wird sie in den Weltranglisten nicht mehr geführt.

## Turniersiege

### Einzel
| Nr. | Datum            | Turnier             | Kategorie   | Belag     | Finalgegnerin      | Ergebnis      |
| --- | ---------------- | ------------------- | ----------- | --------- | ------------------ | ------------- |
| 1   | 13. Oktober 2012 | Mytilini            | ITF $10.000 | Hartplatz | Sylwia Zagórska    | 6:1, 2:6, 6:4 |
| 2   | 30. Juni 2013    | Scharm asch-Schaich | ITF $10.000 | Hartplatz | Madrie Le Roux     | 6:4, 6:4      |
| 3   | 20. Juli 2014    | Scharm asch-Schaich | ITF $10.000 | Hartplatz | Walerija Strachowa | 7:5, 6:0      |

### Doppel
| Nr. | Datum        | Turnier  | Kategorie   | Belag     | Partnerin       | Finalgegnerinnen              | Ergebnis         |
| --- | ------------ | -------- | ----------- | --------- | --------------- | ----------------------------- | ---------------- |
| 1   | 18. Mai 2013 | Marathon | ITF $10.000 | Hartplatz | Lina Gjorcheska | Laura Deigman Anett Kontaveit | 6:4, 2:6, [10:6] |